# Musée des ivoires d'Yvetot
Le musée des Ivoires est un musée municipal situé à Yvetot en Seine-Maritime présentant des ivoires, des terres cuites et des céramiques.
Outre une collection de plus de 200 pièces en ivoire, on peut y voir des terres cuites dues au sculpteur Pierre Adrien Graillon ou des faïences provenant de Rouen, Lille, Nevers, Moulins ou de Saxe.

## Galerie

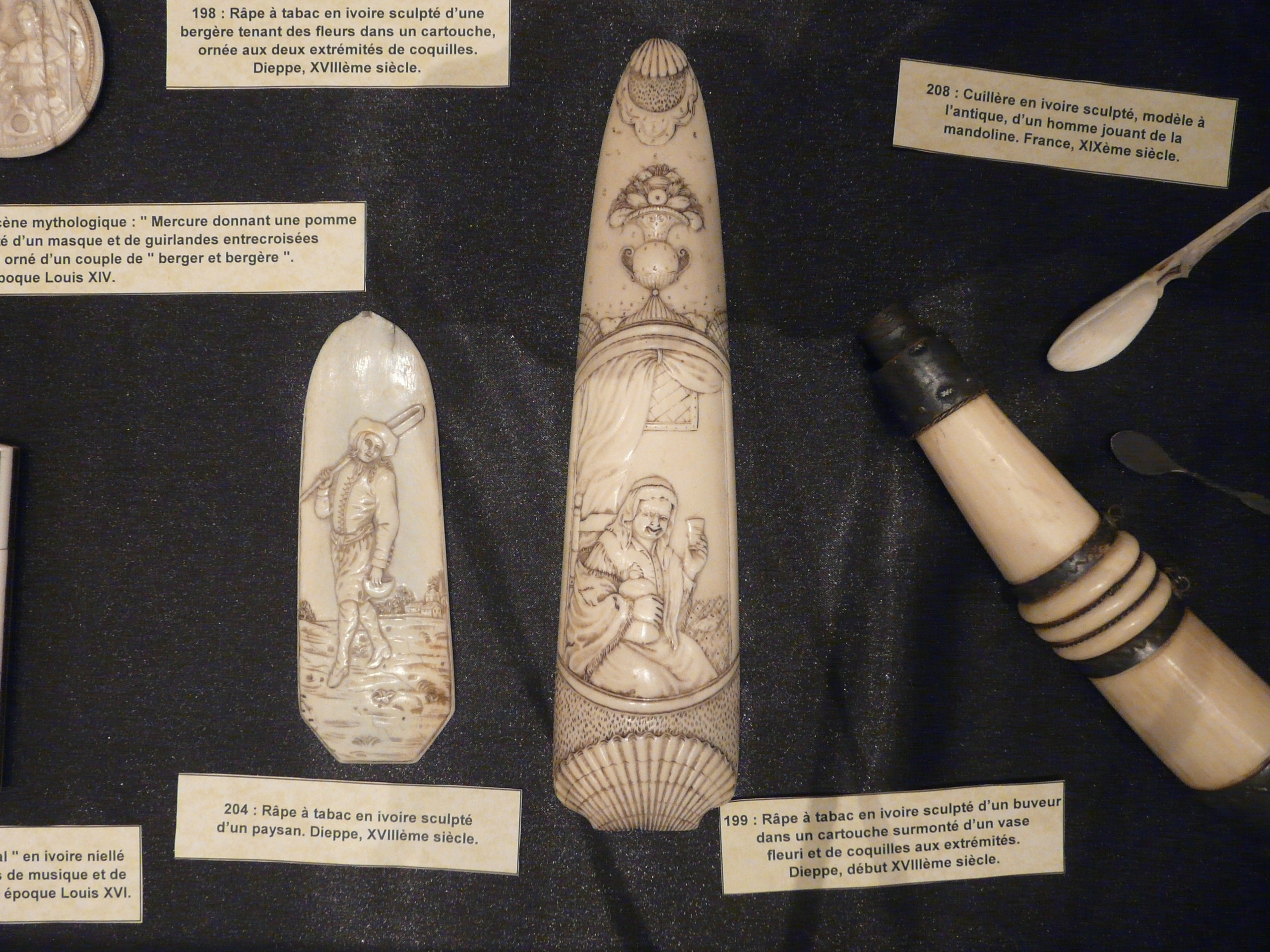
Râpes à tabac.
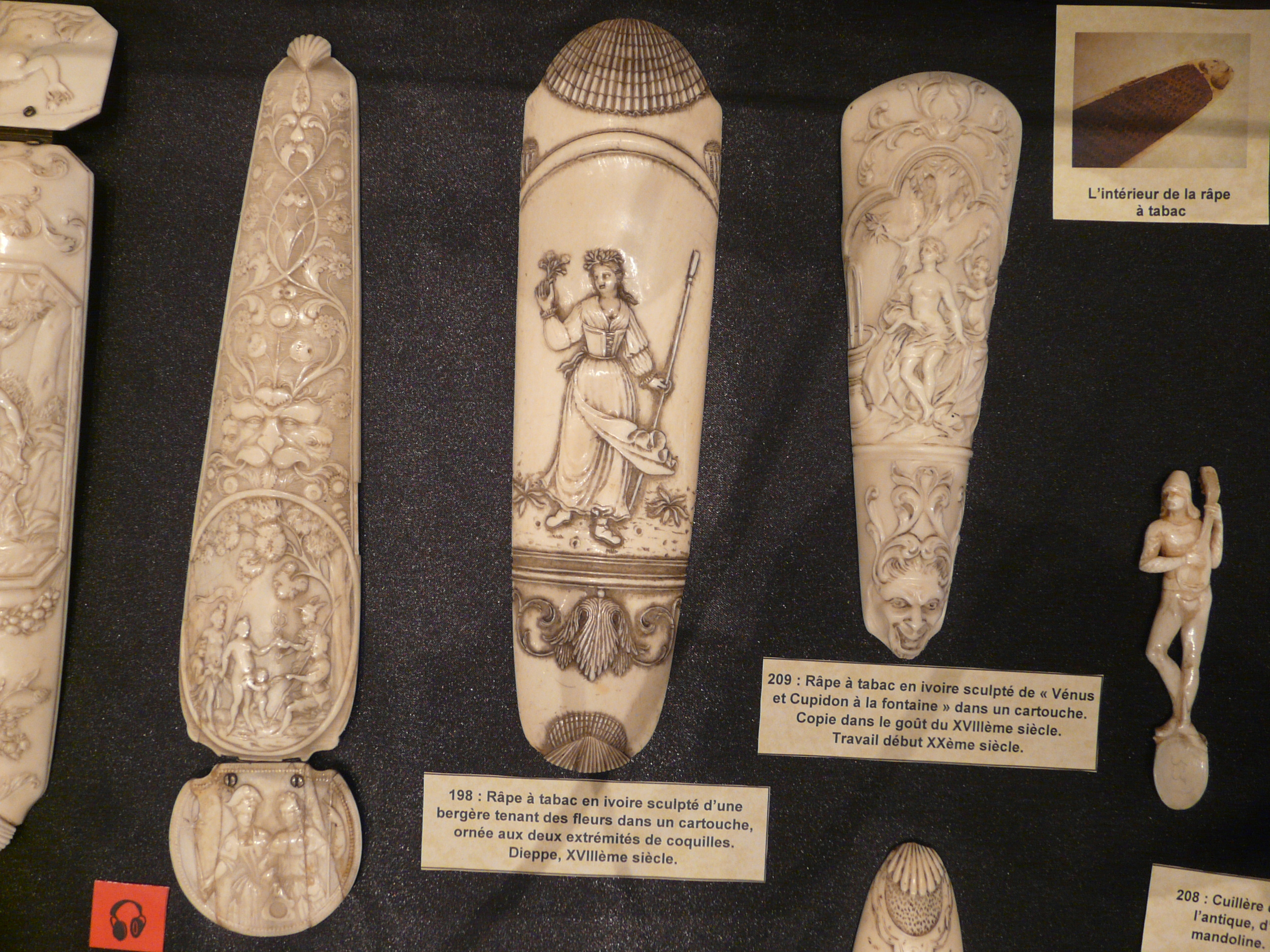
Râpes à tabac.
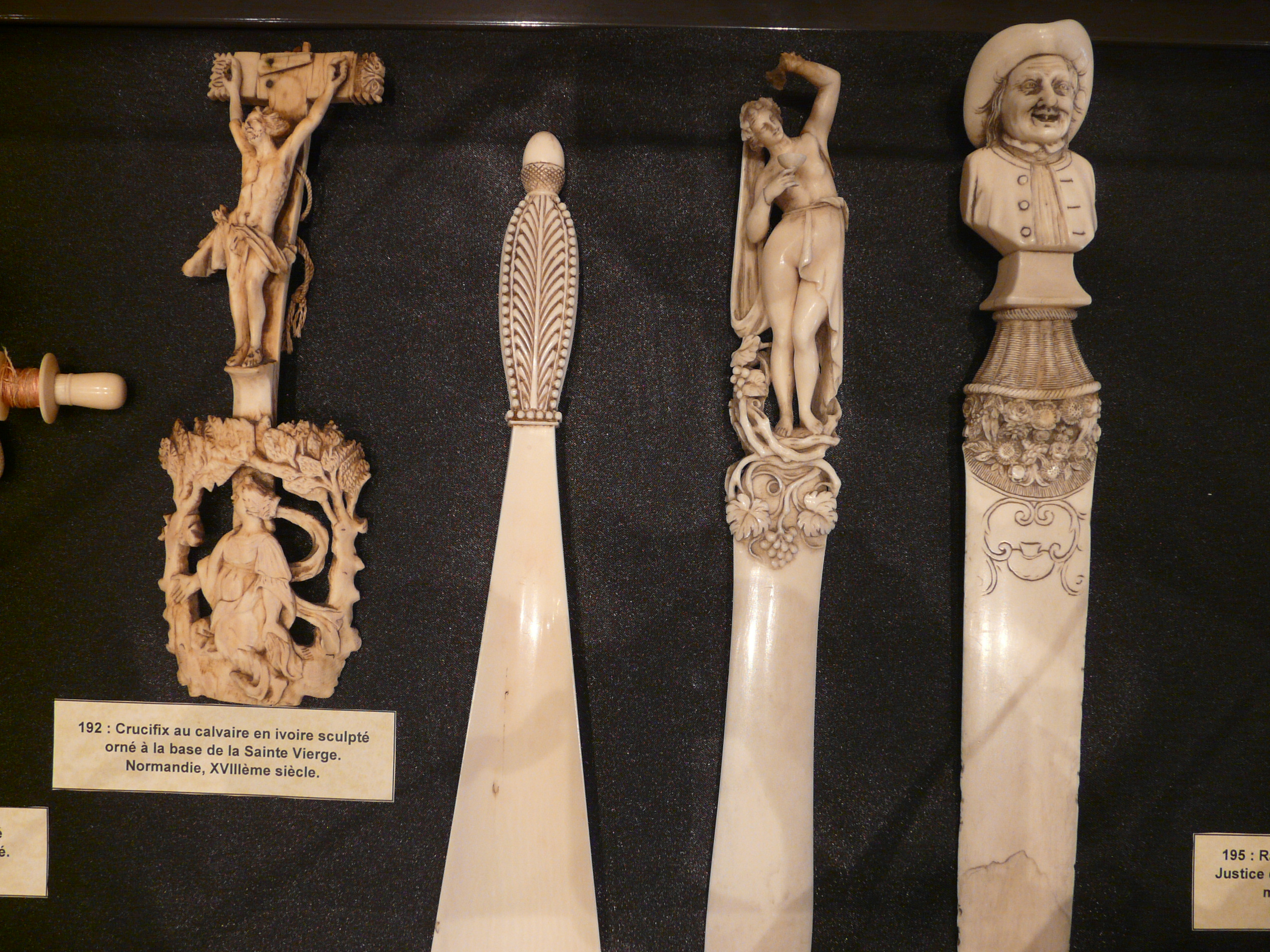
Crucifix au calvaire et coupes-pages en ivoire.
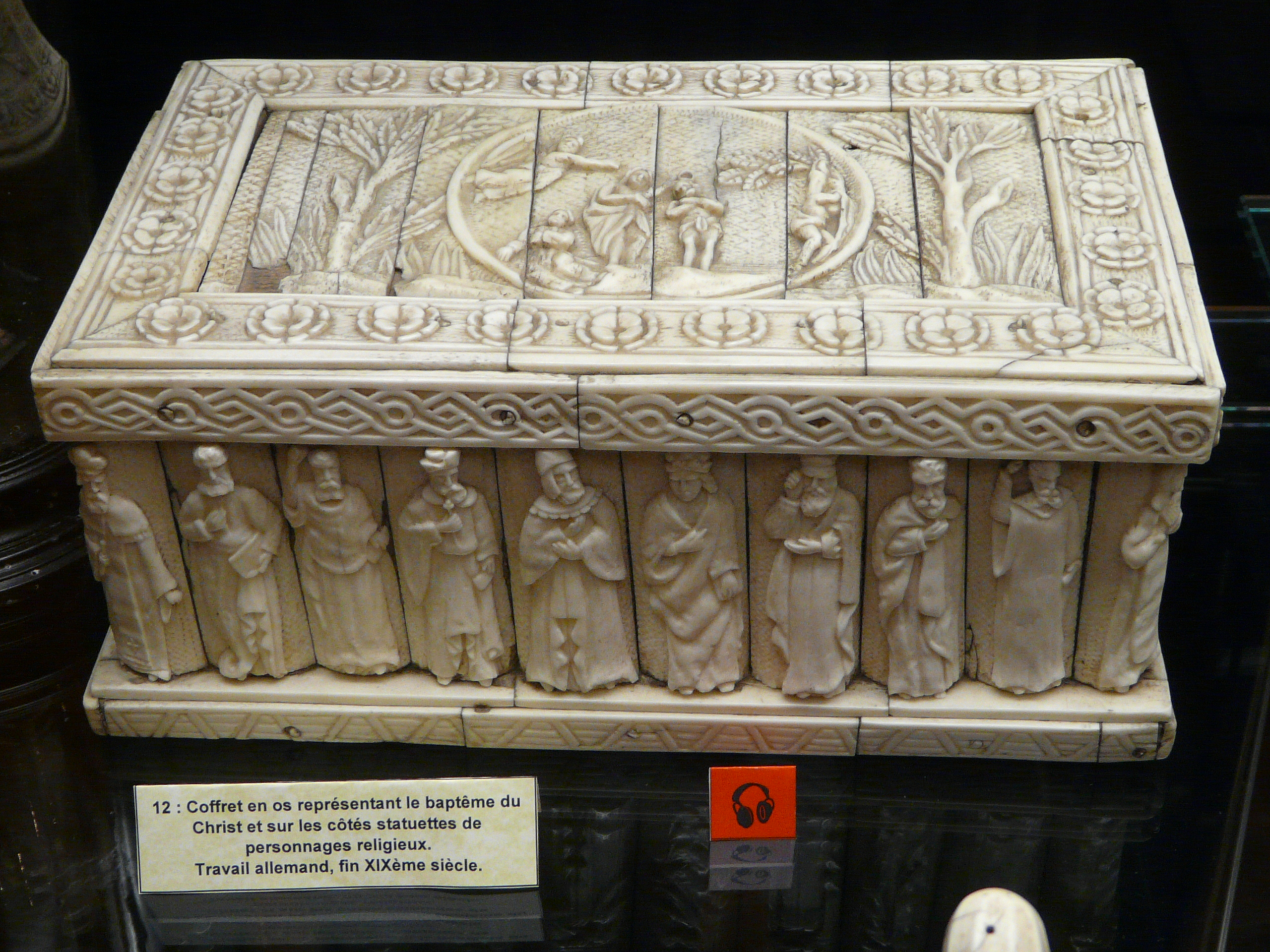
Coffret en os.
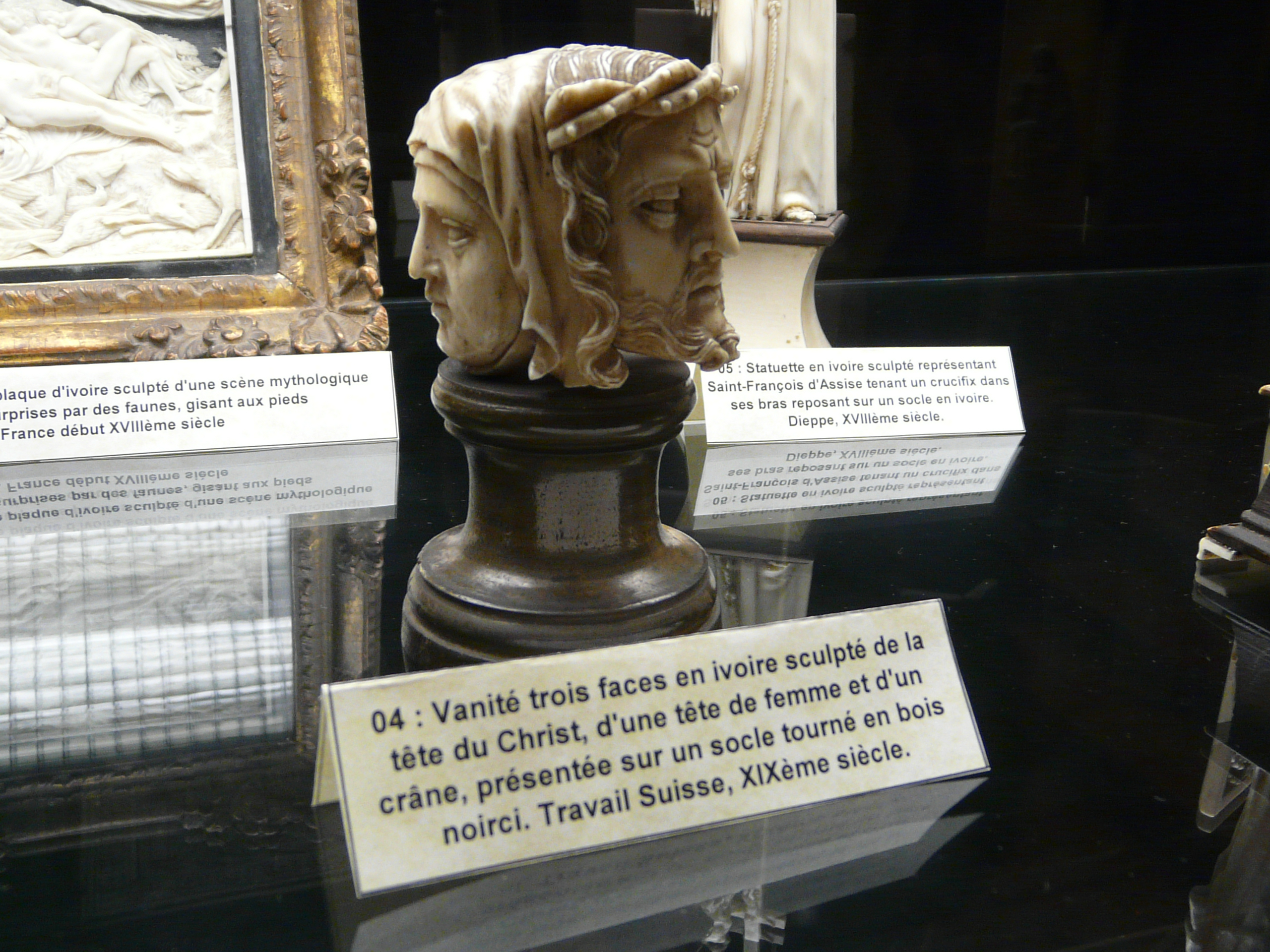
Vanité 3 faces en ivoire.
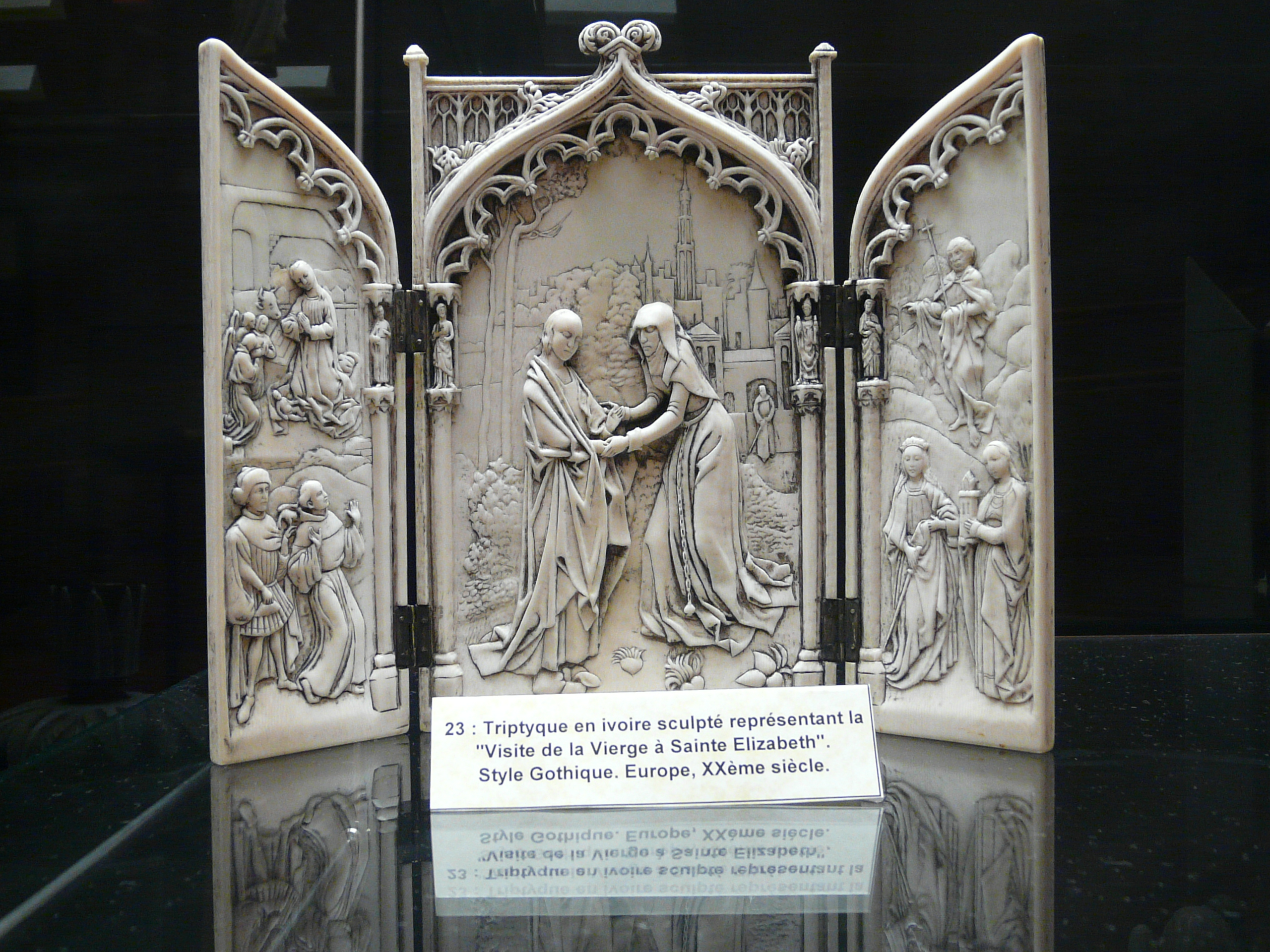
Triptyque représentant la Visite de la Vierge à sainte Élizabeth.
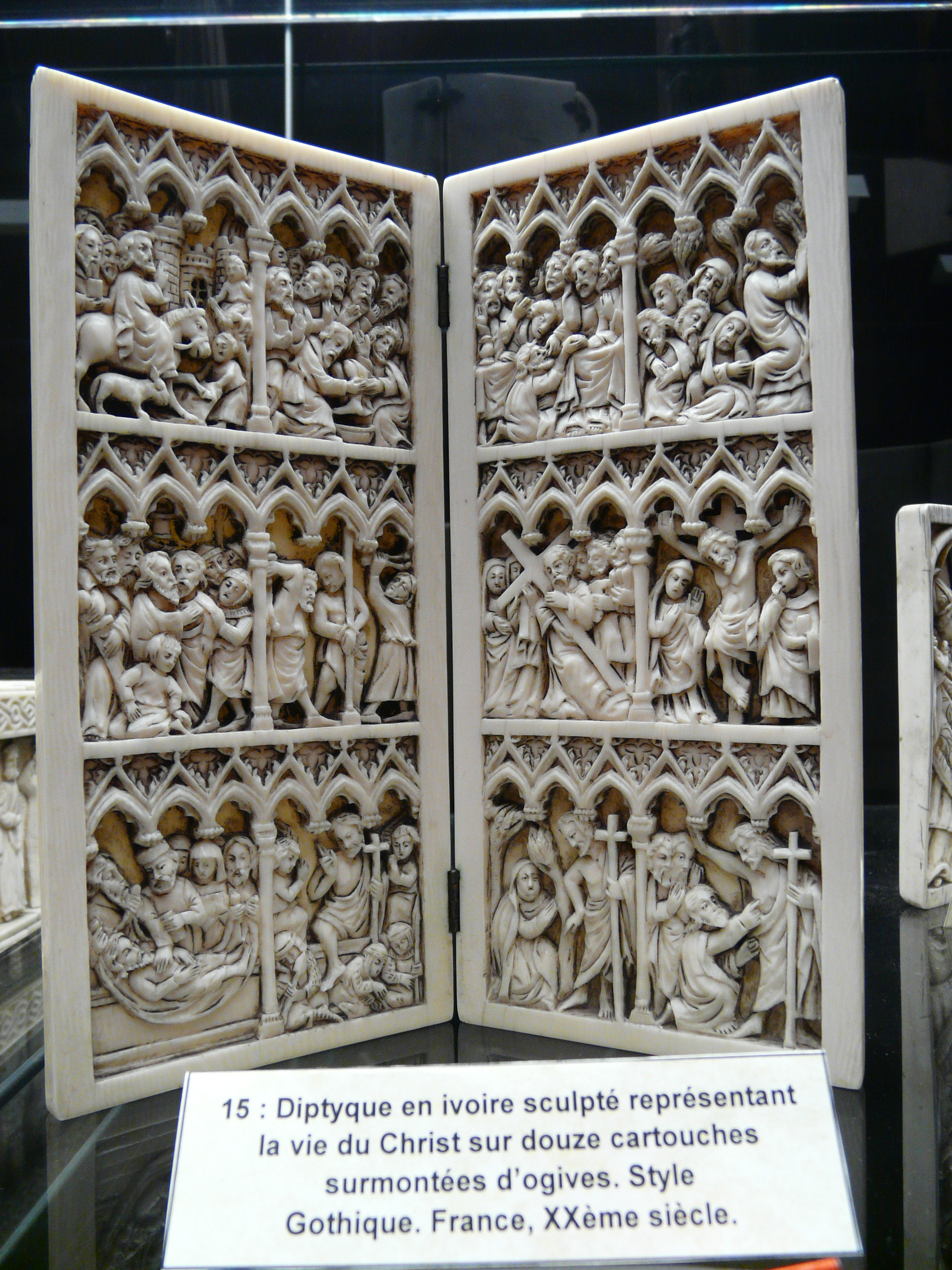
Diptyque représentant la vie du Christ.
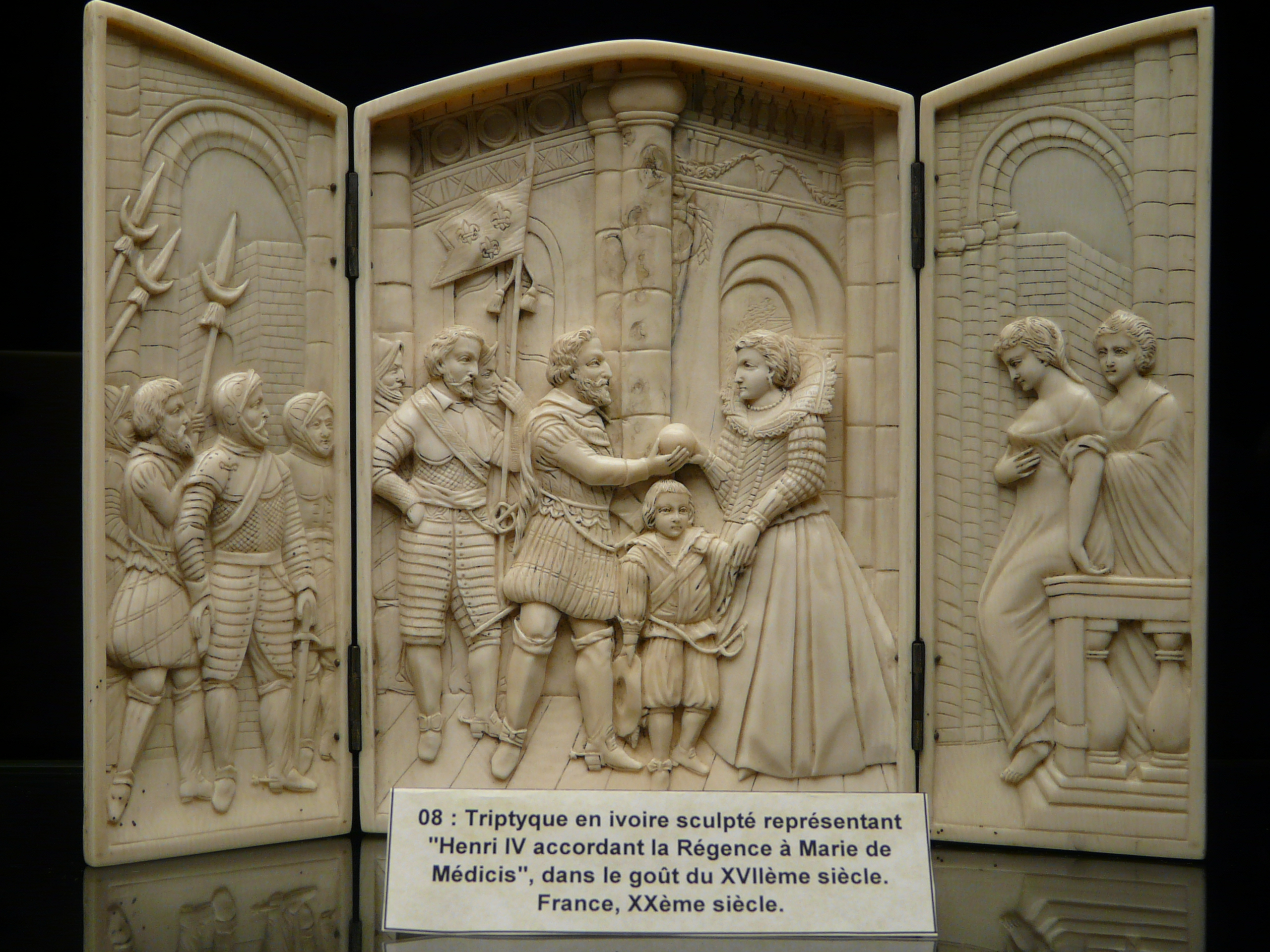
Triptyque représentant Henri IV accordant la Régence à Marie de Médicis.
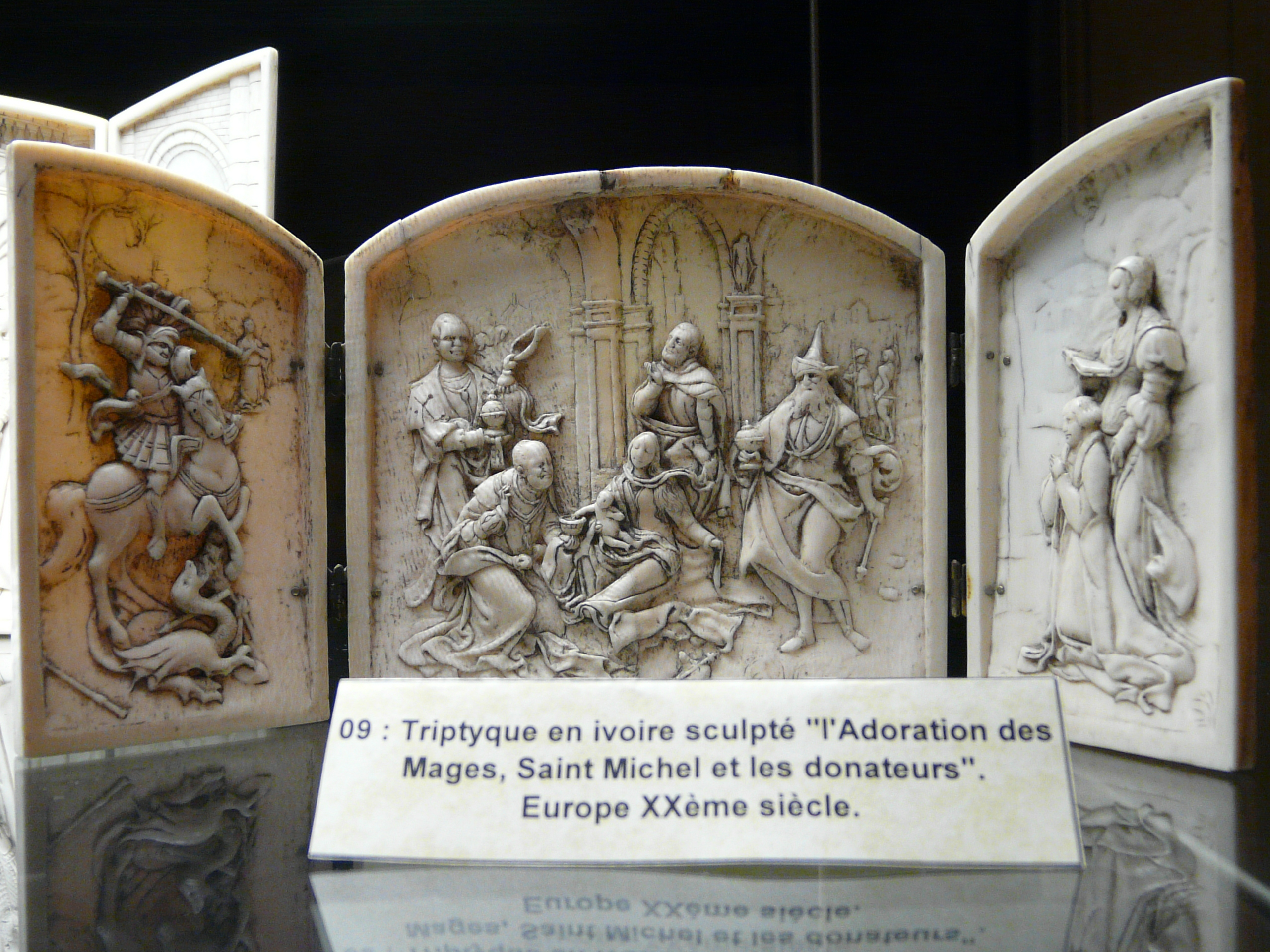
Triptyque L'Adoration des mages, saint Michel et les donateurs.